# Ilario Bandini

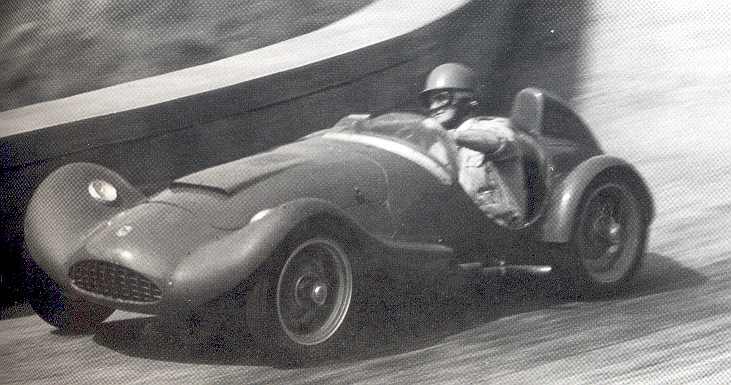
Ilario Bandini als coureur

Ilario Bandini (Forlì, 18 april 1911 - aldaar, 12 april 1992) was een Italiaans zakenman, autocoureur en een bouwer van raceauto's.

## Biografie
Ilario Bandini werd als boerenzoon geboren in de stad Forlì in Italië. Hij volgde een opleiding tot automonteur en begon in 1938 een eigen bedrijf. Hij noemde zichzelf geen garagehouder, maar wel autofabrikant en uitvinder. Hij had zelfs enkele patenten op zijn wagens. Daarnaast was hij ingenieur. Hij heeft het merk Bandini opgericht. Dit was een automerk dat vooral sport- en racewagens bouwde.